# Earias ikondae
Earias ikondae är en fjärilsart som beskrevs av Emilio Berio 1974. Earias ikondae ingår i släktet Earias och familjen trågspinnare. Inga underarter finns listade i Catalogue of Life.